# Subaru (rivista)

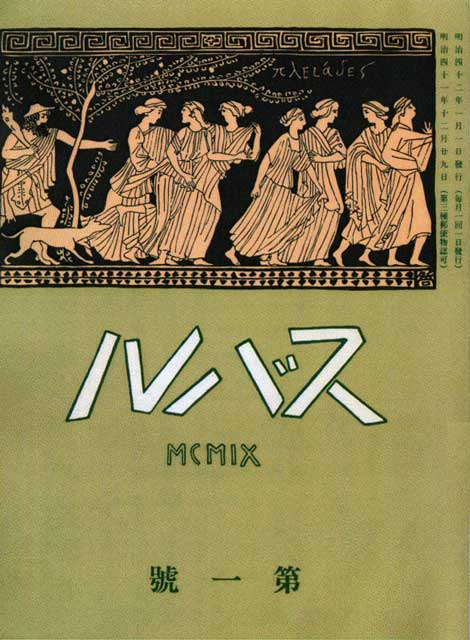
Copertina del primo numero, con le Pleiadi della mitologia greca

Subaru (昴・スバル, "Pleiadi") è una rivista letteraria giapponese pubblicata a Tokyo tra il gennaio del 1909 e il dicembre del 1913.
Fu fondata poco dopo la chiusura di un'altra importante rivista letteraria, Myōjō ("Venere"), da un gruppo di intellettuali di cui facevano parte i poeti Takuboku Ishikawa, Mokutaro Kinoshita e Isamu Yoshii.
In seguito vi collaborarono anche Ogai Mori, Tekkan Yosano, Akiko Yosano e Bin Ueda. In particolare Ōgai vi pubblicò a puntate il suo romanzo Vita Sexualis e il racconto lungo Gan ("L'oca selvatica").
Grazie anche ai contributi di questi autori, la rivista è stata spesso associata al movimento romantico giapponese, attivo nell'ultima parte del periodo Meiji. Essa inoltre si caratterizzava per l'opposizione alle poetiche naturaliste in auge in quel periodo nel romanzo, propugnate tra gli altri dagli scrittori della rivista Waseda bungaku.
Gli intellettuali legati a Subaru sono talvolta designati come Subaru-ha スバル派 ("Scuola di Subaru").
| Controllo di autorità | VIAF (EN) 177438353 · LCCN (EN) n85150664 · NDL (EN, JA) 00628642 |